# Arenales
Arenales nebo Cerro Arenales je masivní, trvale zaledněný stratovulkán, nacházející se v jižní části Chile, jihozápadně od vulkánu Cerro Hudson. V roce 1963 přešla přes Severopatagonský ledový štít expedice vedená Ericem Shiptonem. Arenales v té době nebyl evidován jako sopečný útvar, i tato expedice jej označila za vyhaslý. Satelitní snímky družice Landsat z března roku 1979 odhalily čerstvý depozit tefry na jihozápadním svahu sopky.